# Villa Epstein

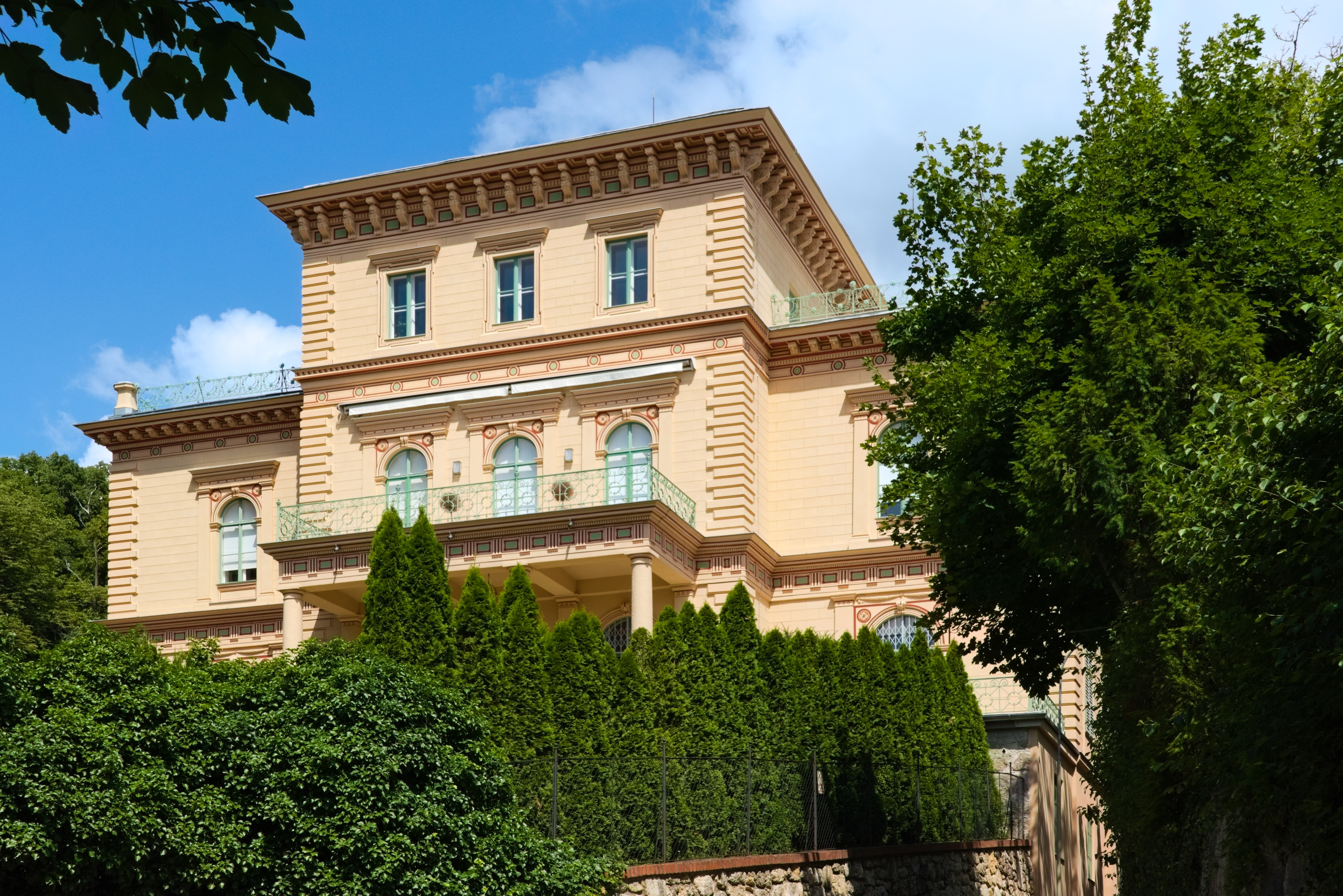
Villa Epstein/Rainer

Die Villa Epstein oder auch Villa Rainer ist eine von Otto Wagner für Gustav von Epstein geplante Villa in der niederösterreichischen Kurstadt Baden. Die Villa steht unter Denkmalschutz.

## Geschichte
Gustav Ritter von Epstein (1827–1879), Chef des Bankhauses Lazar Epstein, ließ 1867 von Otto Wagner an Stelle eines erst 1860 auf der Liegenschaft aufgeführten Baus die Villa als Landhaus mit Nebengebäuden errichten. Der Bauherr war nach dem Gründerkrach 1873 zum Verkauf gezwungen, und das Anwesen ging im Mai 1874 an Erzherzog Rainer (1827–1913), der es über Jahrzehnte während der Sommermonate nutzte und dessen Witwe, Erzherzogin Maria Karolina (Marie Rainer), am 17. Juli 1915 in der Rainer-Villa verstarb.
Die vom Badener Stadtbaumeister Gabriel Zimmermann (1813–1882) ausgeführte Anlage bestand aus Haupthaus, Portierhäuschen, Glashaus (Orangerie), Stall- und Wirtschaftsgebäude und Salettl.
Der fünfachsige zwei- bzw. (im dreiachsigen Mittelrisalit) dreigeschoßige Bau auf hohem, im Bereich der Hauptfassade zu einer breiten Terrasse vorgezogenem Sockel, besitzt einen vorgelegten terrassetragenden Säulenportikus. Parterre wie erstes Obergeschoß sind charakterisiert durch pfeilerflankierte Rundbogenöffnungen, das zweite Obergeschoß des Mittelrisalits durch Rechteckfenster. Die Gartenfassade ist ebenfalls mit fünf Achsen gegliedert und gleichartig dekoriert, jedoch ohne Portikus. Die Seitenfassaden sind additiv fünfachsig.
Otto Wagner (auch Bauführer des Wiener Palais Epstein, 1868–71) schuf (unter anderem beeinflusst von Theophil Hansen, 1813–1891) mit den neuen Renaissanceformen des strengen Historismus eine monumentale, repräsentative, Formen und Motive des Palastbaus wiedergebende Villa. Die eindeutige Durchdringung zweier Baukörper wird durch kubische Formen stark hervorgehoben und durch das flache Dach zusätzlich betont.
Nach dem Tod von Erzherzogin Marie kam, erbrechtlich, die Rainer-Villa 1923 an Erzherzogin Eleonora Maria (1886–1974), älteste Tochter von Erzherzog Karl Stefan, die als 1913 verehelichte, 1953 verwitwete von Kloss bis an ihr Lebensende am gesellschaftlichen Leben Badens bisweilen maßgeblich Anteil nahm. 1941 wurde die Liegenschaft geteilt: den vorderen Teil mit dem Haupthaus erwarb die Enzesfelder Metallwerke AG (1961 gefolgt von den Enzesfelder Caro-Metallwerken), der Rest blieb bei der Familie Eleonora (und Alfons) von Kloss. Seit 1994 befindet sich in der Villa eine Kunstgalerie, deren Betreiber auch Eigentümer der Liegenschaft (Haupthaus, Kapelle, Orangerie) sind.

## Orangerie

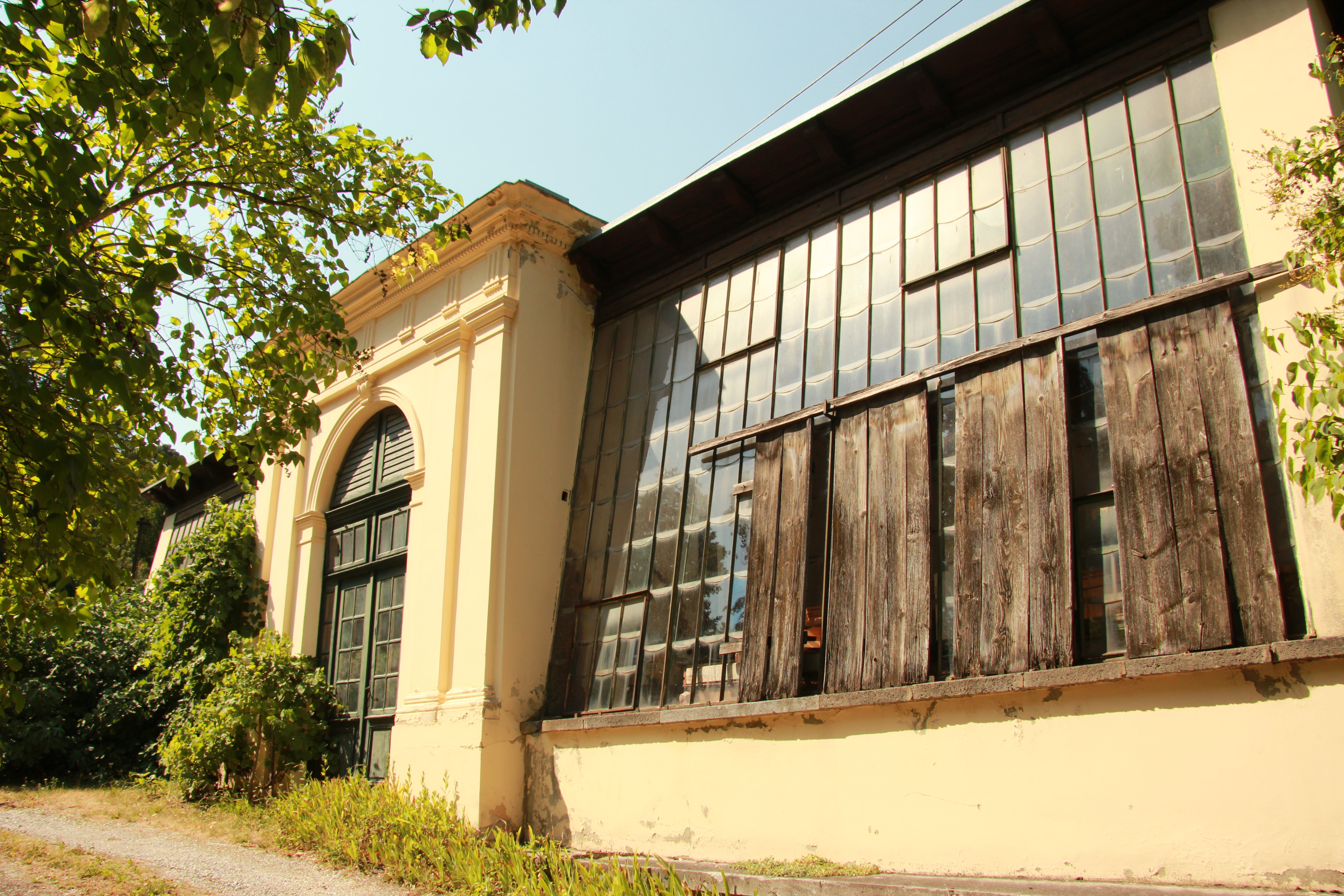
Orangerie

Das Glashaus wurde 1867 gleichzeitig mit dem Haupthaus und zwei Nebengebäuden errichtet (1876 erweitert) und sollte gemäß Bauakt einen Salon, zwei Glashausräume, ein Vermehrungshaus sowie einen Raum zur Erziehung der Treibhauspflanzen enthalten.
Der triumphbogenartige Mittelrisalit mit Rundbogenportal zwischen Doppelpfeilern wird von den schrägen Glasfronten der Gewächshäuser symmetrisch flankiert. Das Portal des Glashauses entspricht formal dem Eingang der Villa und liegt mit diesem annähernd auf Achse.

## Kapelle

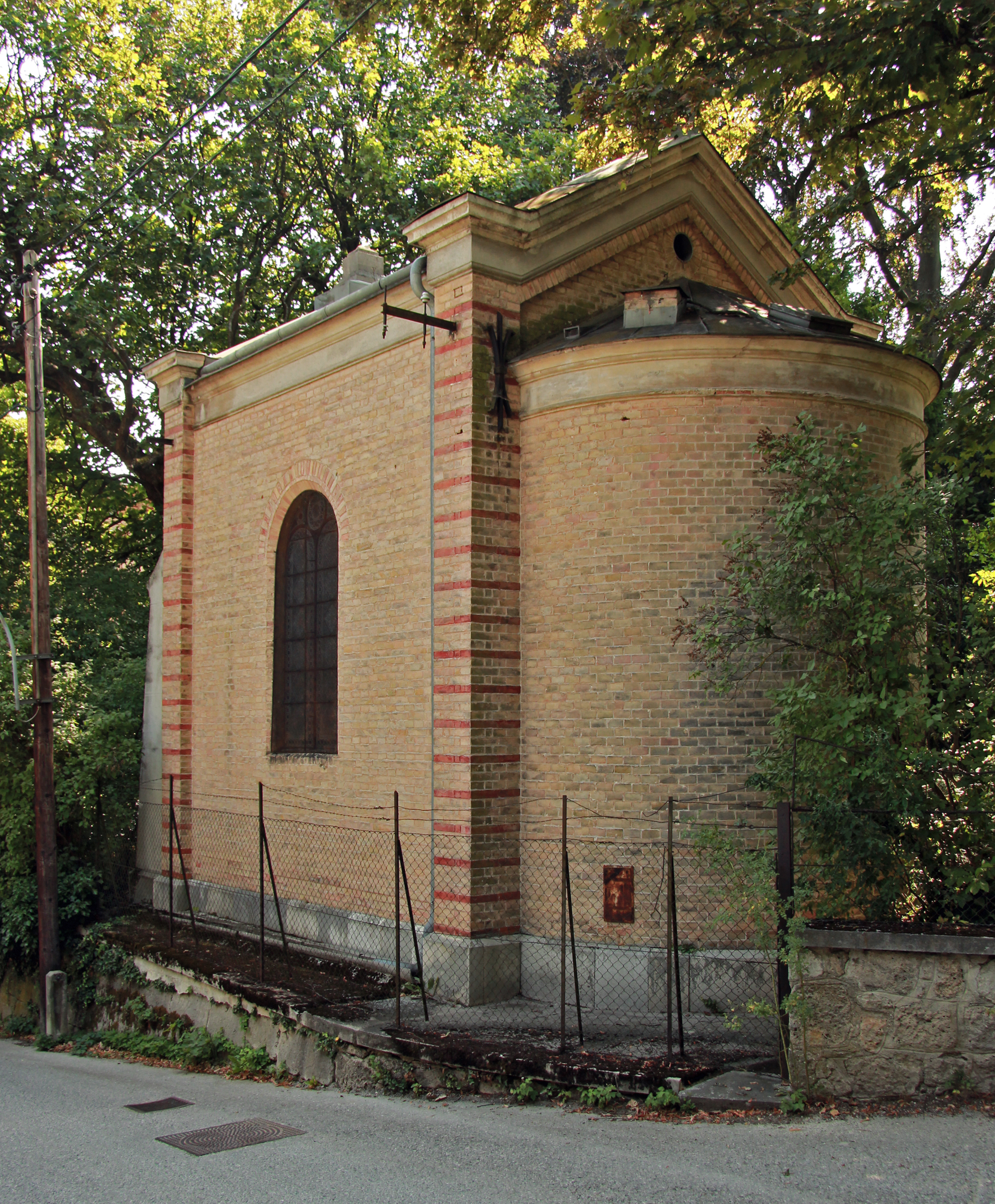
Kapelle

1875 ließ Erzherzog Rainer im Garten zur Villa Epstein die etwa 44 m² große neoromanische Privatkapelle durch Architekt Anton Hefft (1815–1900) und den Badener Stadtbaumeister Franz Breyer (1828–1894) errichten.
Das freistehende, mit pilasterartig vorgezogenen Ecken in Sichtziegelmauerwerk ausgeführte, satteldachbekrönte Bauwerk weist (auf umlaufendem Sockel) eine eingezogene Rundapsis auf sowie, im Süden, einen vorgestellten übergiebelten Säulenportikus. – Der Innenraum, ein flach gedeckter Saal, wird seitlich durch je ein ornamentverglastes Rundbogenfenster belichtet. Ein rundbogiger Triumphbogen begrenzt die mit einer Kalotte abgeschlossene Apsis. – Die noch vorhandene, teilweise übergangene Wandmalerei stammt aus der Bauzeit, so wie ornamentale Verzierungen (Trauffries, Triumphbogen), fünf Medaillons (Christus, Evangelisten). – Ebenfalls aus der Bauzeit datiert der Tischaltar mit aufgesetztem dreiteiligem Bildretabel (Altarblatt Maria Immaculata).

## Stall- und Wirtschaftsgebäude
Das Stall- und Wirtschaftsgebäude lag auf der Liegenschaft Epsteingasse 10 (heute: Kornhäuselstraße 10), etwa 150 Gehmeter südlich des Haupthauses. Die Gebäude wurden nach Eröffnung des davon ca. 300 m entfernt gelegenen Thermalstrandbades als Garage adaptiert und als Strandbad-Garage beworben.